# 号百控股
号百控股股份有限公司，簡稱号百控股股份，以及号百控股（英語：Besttone Holding Co.,Ltd.，上交所：600640），在1985年，當時由上海市邮电管理局，於上海（總部）成立前身「上海通信开发总公司」。
現時為中国电信集团公司旗下公司，中国卫星通信集团有限公司為次要股東，董事長為王玮，總經理為李虎，業務在中國內地經營商旅预订、酒店运营及管理和积分运营。
股份在1993年4月7日於上海證券交易所上市。前身為「上海国脉通信股份有限公司」、「联通国脉通信股份有限公司」，以及「中卫国脉通信股份有限公司」。

## 外部連結
- besttoneh.com